# Раатикайнен, Яска
Яска Раатикайнен (фин. Jaska Ilmari Raatikainen; род. 18 июля 1979 года). Барабанщик и один из основателей группы Children of Bodom.

## Биография
Яска Раатикайнен родился в городе Эспоо, в Финляндии. Его первым инструментом было фортепьяно, и большую часть детства он также играл на Валторне в биг-бенде. Только в возрасте 12 лет Яска начал играть на барабанах, сначала у него были только барабанные педали, а потом весь комплект. Яска был вдохновлен музыкантами, такими как Скотт Трэвис (из Judas Priest) и Микки Ди (из Motörhead).
Когда Яска встретил Алекси Лайхо в школе в 1993 году, они поняли, что у обоих схожие идеи и музыкальный вкус. Таким образом, они начали играть вместе и поднимать группу, которая однажды станет известной, Children of Bodom. Яска играл жизненно важную роль в формировании группы, так как он был тем, благодаря кому к коллективу присоединились Александра Куоппала, и Янне Вирмана по очереди.
Он — тихий и спокойный человек, который проводит много времени один. Большую часть времени, он остается в одноместных номерах в гостиницах и вообще выбирает верхние спальные полки, путешествуя в туре на автобусах. Интервью с ним редки, и несмотря на то, что он — один из членов-учредителей, он дает Алекси и Хенке  вести значительную часть дел в группе.
До регистрации альбома Hatebreeder Яска поддерживал барабаны Sonor и тарелки Sabian. Но он, в конечном счете, потерял сделку с Sonor и в течение некоторого времени играл на различных установках, до соглашения с Pearl drums в 2003. Его барабанные палочки — Millenium II от Pro Mark с его именем, выгравированным на них.
У Яски были некоторые проекты на стороне, некоторые из них несвязанные с музыкой. В 2000 году директор популярной финской мыльной оперы (Siamin Tytöt) попросил его сыграть специальную роль. Он играл роль Rauli для трех эпизодов, вплоть до трагической смерти его персонажа. По словам Яски, он всегда мечтал об актёрской деятельности, но всё же не планирует связать с ней карьеру.
Он помог довольно многим группам, когда они нуждались в компетентном барабанщике. В течение 2000 года в европейском туре Sinergy он заменял Tommi Lillman, который повредил ногу. Но проблема состояла в том, что это случилось за три дня до начала тура, что означало, что Яска должен был быстро выучить партии на десять песен группы Sinergy. Несмотря на высокую степень трудности, ему удалось выступить очень хорошо, и поклонникам обеих групп нравилось видеть и Яску и Алекси на сцене вместе с Sinergy. На буклете альбома «Suicide By My Side» группа написала посвящение для Яски, со словами: «спасение нашего тура».
Яска также играл в Virtuocity, в альбомах Evemaster, но так как обе группы студийные, он не волновался о туре Children of Bodom.
В 2002 к выходу «Tribute to Chuck Schuldiner» (воспоминаний о лидере одной из самых известных групп дэт-метала всего времени, Death) Яска, который был поклонником группы, сыграл несколько кавер-версий песен совместно с Norther.
С 2003 года у Яски есть проект на стороне с гитаристом группы Norther, названный Gashouse Garden, который ещё не был подписан ни к какому звукозаписывающему лейблу.